# Monacha rizzae
Monacha rizzae is een slakkensoort uit de familie van de Hygromiidae. De wetenschappelijke naam van de soort is voor het eerst geldig gepubliceerd in 1844 door Aradas.